# Klemm E37
Die Klemm E37 war der Entwurf eines viersitzigen, zweimotorigen Reiseflugzeugs der Leichtflugzeugbau Klemm GmbH aus dem Jahr 1935.

## Geschichte
Der Entwurf der Klemm E37 von Friedrich Fecher entstand im Späterherbst 1934 als viersitzige Reisemaschine. Es war der erste zweimotorige Entwurf der Klemmwerke. Neben zwei 250 PS starken Motoren sollte der Entwurf mit Peileinrichtungen für den Blindflug ausgerüstet werden. Vermutlich entstand der Entwurf als Nachfolgemodell für die Klemm Kl 36 als Wettbewerbsflugzeug für einen kommenden internationalen Wettbewerb. Der Entwurf wurde im Januar 1935 dem Reichsluftfahrtministerium vorgelegt, fand dort aber kein Interesse, da eine deutsche Teilnahme an internationalen Wettbewerben nicht mehr angestrebt wurde.
Im August 1935 wurde der Entwurf auf eine neue Ausschreibung des RLM für ein zweimotoriges, fünfsitziges Reise- und Zubringerflugzeug angepasst. Für diesen Entwurf erteilte das RLM einen Bauauftrag unter der Bezeichnung Klemm Kl104. Nachdem Fecher 1936 vom Klemm-Werk in Böblingen in das neue Zweigwerk in Halle wechselte, wurde die Entwicklung dort unter der Bezeichnung Flugzeugwerk Halle Fh104 und ab 1938 unter der Bezeichnung Siebel Fh104 weitergeführt.